# Château de Montrond (Saint-Amand-Montrond)
Pour les articles homonymes, voir Château de Montrond.
Le château de Montrond, sur la commune de Saint-Amand-Montrond dans le Cher, a été construit au XIIIe siècle (première trace en 1225) par Renaud de Montfaucon.

## Historique

### Moyen Âge
À l'origine une simple forteresse féodale au sommet du Mont Rond (d'où son nom), petite butte séparant le Cher et la Marmande, et au pied de laquelle se développa la ville de Saint-Amand sous Montrond, il est pris en 1361 par les Anglais lors de la guerre de Cent Ans. Il est reconstruit au siècle suivant par Charles II d'Albret. Il comporte à l'époque douze tours d'enceinte et un donjon haut de 40 mètres et de 16 mètres de diamètre.
En dépit de sa prise en 1361, sa résistance ultérieure aux entreprises anglaises en démontre la valeur défensive.

### LeXVIIesiècleet la Fronde

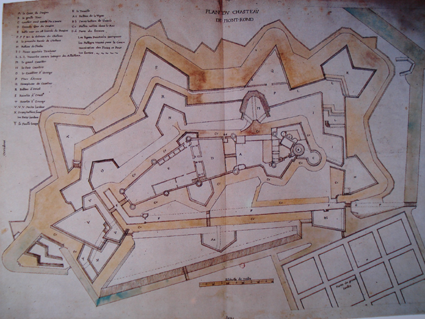
Plan de la forteresse de Montrond vers 1650.

Sully l'acquiert en ruines en 1606. Il en entreprend une rénovation intégrale, qui en fait la plus forte place du Berry, en creusant notamment des fossés dans le roc même. Dans le même temps, le corps de logis est rendu, selon les mœurs de l'époque, plus confortable.
En 1621, Sully revend le château et la seigneurie à Henri II de Bourbon-Condé, prince de Bourbon et père du Grand Condé. Ce dernier, encore héritier présomptif de la couronne de France, passe sa jeunesse dans le château. Plus tard, entre 1636 et 1646, il y fait effectuer des travaux sous la direction de Jean Sarrazin dans le but d'en faire une place imprenable. L'architecte y installe alors tout un vaste système de fortifications, redoutes, ravelins et pont à bascule., prémisses de ce que Vauban allait plus tard porter à son apogée. À la fin des travaux, le château est doté d'un triple système d'enceintes bastionnées concentriques entourant toujours le donjon médiéval.
Lors de la Fronde, la nouvelle forteresse subit son baptême du feu. En 1651, le maréchal de Palluau arrive à la tête de 4 000 soldats pour réduire la forteresse. Le souvenir de ce siège est encore cuisant dans la population saint-amandoise, les soldats logeant chez l'habitant et ne se privant de piller les ressources locales. Montrond résiste. En juillet 1652, les assiégés commencent à souffrir de la faim. Après onze mois de siège, les vingt survivants, vaincus par la faim, sortent dans l'honneur le 1er septembre 1652.
Louis XIV ordonne le démantèlement immédiat de la forteresse, mais celui-ci ne peut être mené à bien en raison du manque de poudre. Quelques bastions en souffrent.
Il s'agit de la dernière place forte française à faire l'objet d'un siège lors d'un conflit civil de l'Ancien Régime.

### Depuis leXVIIIesiècle

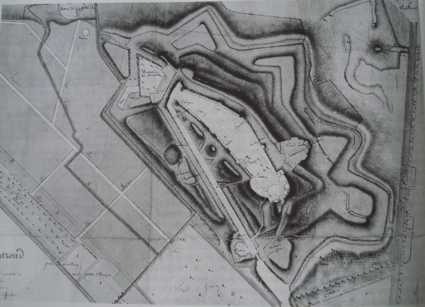
Plan de la forteresse de Montrond vers 1770.

Au fil des héritages, Mademoiselle de Charolais en devient la propriétaire. En 1736, ne pouvant plus faire face aux dépenses excessives de son entretien, elle en ordonne la destruction et le mue en carrière pour les habitants de Saint-Amand-Montrond.
Après quelques autres transferts de propriété, le château ou ce qu'il en reste est vendu comme bien national à la Révolution. On abat les derniers vestiges en 1827, et les ruines disparaissent sous un jardin public.
Depuis 1969, des fouilles sont activement menées sur place. Chaque été, des équipes de jeunes volontaires, guidées par des archéologues remontent patiemment les bases des murs afin de donner à terme au visiteur une idée de ce qu'était l'emprise du château au sommet de la colline. Cependant, en raison des constructions plus modernes au pied de la butte, nombre des fortifications les plus complexes ne seront jamais mises au jour.
Les équipes prospectent régulièrement les chantiers de démolition des anciennes demeures de la ville. Lors du démantèlement du château, il avait servi de carrière de pierre. On retrouve donc très souvent dans les rues de Saint-Amand des pierres ouvragées incrustées dans les vieux murs. Le vestige le plus remarquable est un entourage de cheminée monumental, astucieusement reconverti en fenêtre, et très célèbre localement.